# USS St. Louis (LCS-19)
«Сент-Луїс» (англ. USS St. Louis (LCS-19)) —  бойовий корабель прибережної зони типу «Фрідом» виробництва компанії «Lockheed Martin».
Свою назву отримав на честь міста Сент-Луїс, штат Міссурі. Це сьомий корабель з такою назвою у складі ВМС США.

## Історія створення
Корабель був замовлений 29 грудня 2010 року. Закладений 17 травня 2017 року на верфі фірми «Lockheed Martin». 
Спущений на воду 15 грудня 2019 року, а вступив у стрій 8 серпня 2020 року.

## Примітки

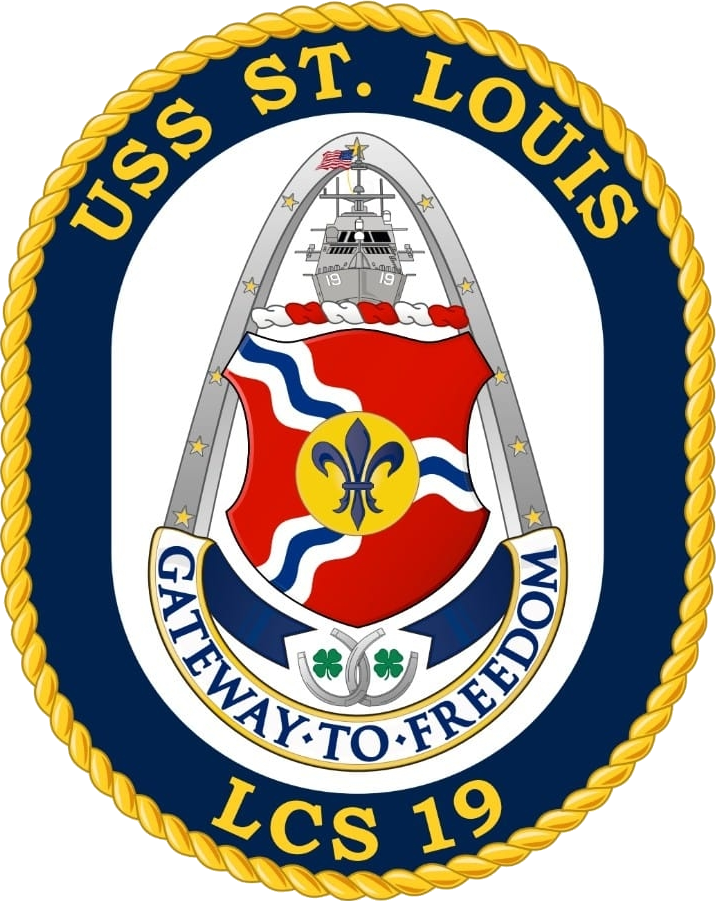